# Jorge Valdano
Jorge Alberto Francisco Valdano Castellanos (n. 4 octombrie 1955) este un fost fotbalist și antrenor argentinian de fotbal, de asemenea și fost manager general al clubului Real Madrid.
Jorge Valdano făcea parte din echipa națională de fotbal a Argentinei care câștigase Campionatul Mondial de Fotbal 1986. El a marcat patru goluri în turneu, inclusiv cel de-al doilea gol al Argentinei împotriva Germaniei de Vest din finală.
Cea mai de succes perioadă la nivel de club, Valdano a petrecut-o la Real Madrid, echipă cu care a câștigat de 2 ori Cupa UEFA, 2 ori La Liga și o dată Copa de la Liga.

## Statistici carieră
|               |                   |                  | Campionat | Campionat | Cupă         | Cupă         | Cupa Ligii          | Cupa Ligii          | Continental    | Continental    | Total   | Total  |
| Sezon         | Club              | Ligă             | Meciuri   | Goluri    | Meciuri      | Goluri       | Meciuri             | Goluri              | Meciuri        | Goluri         | Meciuri | Goluri |
| Argentina     | Argentina         | Argentina        | Campionat | Campionat | Cupă         | Cupă         | Cupa Ligii          | Cupa Ligii          | America de Sud | America de Sud | Total   | Total  |
| ------------- | ----------------- | ---------------- | --------- | --------- | ------------ | ------------ | ------------------- | ------------------- | -------------- | -------------- | ------- | ------ |
| 1973          | Newell's Old Boys | Primera División |           |           |              |              |                     |                     |                |                |         |        |
| 1974          | Newell's Old Boys | Primera División |           |           |              |              |                     |                     |                |                |         |        |
| 1975          | Newell's Old Boys | Primera División |           |           |              |              |                     |                     |                |                |         |        |
| Spania        | Spania            | Spania           | Campionat | Campionat | Copa del Rey | Copa del Rey | Supercopa de España | Supercopa de España | Europa         | Europa         | Total   | Total  |
| 1975-76       | Deportivo Alavés  | Segunda División | 24        | 3         |              |              |                     |                     |                |                |         |        |
| 1976-77       | Deportivo Alavés  | Segunda División | 30        | 8         |              |              |                     |                     |                |                |         |        |
| 1977-78       | Deportivo Alavés  | Segunda División | 26        | 4         | 8            | 1            | -                   | -                   | -              | -              | 34      | 5      |
| 1978-79       | Deportivo Alavés  | Segunda División | 25        | 5         | 5            | 0            | -                   | -                   | -              | -              | 30      | 5      |
| 1979-80       | Real Zaragoza     | La Liga          | 34        | 9         | 6            | 4            | -                   | -                   | -              | -              | 40      | 13     |
| 1980-81       | Real Zaragoza     | La Liga          | 17        | 3         | -            | -            | -                   | -                   | -              | -              | 17      | 3      |
| 1981-82       | Real Zaragoza     | La Liga          | 29        | 9         | 9            | 9            | -                   | -                   | -              | -              | 38      | 18     |
| 1982-83       | Real Zaragoza     | La Liga          | 34        | 17        | 4            | 3            | ?                   | ?                   | -              | -              | 38      | 20     |
| 1983-84       | Real Zaragoza     | La Liga          | 29        | 8         | 4            | 5            | ?                   | ?                   | -              | -              | 33      | 13     |
| 1984-85       | Real Madrid       | La Liga          | 26        | 17        | 2            | 0            | 2                   | 2                   | 10             | 4              | 40      | 23     |
| 1985-86       | Real Madrid       | La Liga          | 32        | 16        | 4            | 1            | 0                   | 0                   | 11             | 7              | 47      | 24     |
| 1986-87       | Real Madrid       | La Liga          | 27        | 7         | 2            | 1            | -                   | -                   | 4              | 1              | 33      | 9      |
| Total         | Argentina         | Argentina        | 49        | 11        |              |              |                     |                     |                |                |         |        |
| Total         | Spania            | Spania           | 291       | 107       |              |              |                     |                     |                |                |         |        |
| Total carieră | Total carieră     | Total carieră    | 340       | 118       |              |              |                     |                     |                |                |         |        |

| Argentina | Argentina | Argentina |
| An        | Meciuri   | Goluri    |
| --------- | --------- | --------- |
| 1975      | 2         | 2         |
| 1976      | 0         | 0         |
| 1977      | 0         | 0         |
| 1978      | 0         | 0         |
| 1979      | 0         | 0         |
| 1980      | 0         | 0         |
| 1981      | 0         | 0         |
| 1982      | 5         | 0         |
| 1983      | 0         | 0         |
| 1984      | 0         | 0         |
| 1985      | 5         | 1         |
| 1986      | 8         | 4         |
| 1987      | 1         | 0         |
| 1988      | 0         | 0         |
| 1989      | 0         | 0         |
| 1990      | 2         | 0         |
| Total     | 23        | 7         |

## Palmares

### Ca jucător
Newell's Old Boys
- Primera División de Argentina (1): 1974

Real Madrid
- La Liga (2): 1985–86, 1986–87
- Copa de la Liga (1): 1985
- Cupa UEFA (2): 1984–85, 1985–86

Argentina
- Campionatul Mondial de Fotbal: 1986

### Ca antrenor
Real Madrid
- La Liga (1): 1994–95